# Свободно-поршневой линейный генератор

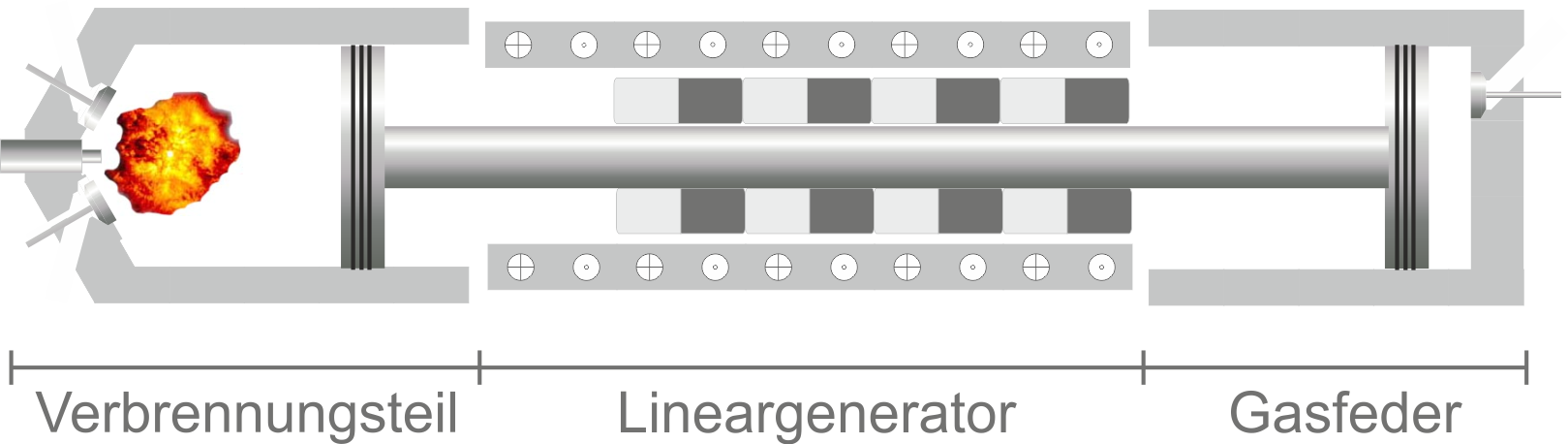
Одна из возможных схем: поршневой линейный генератор с одной рабочей камерой и второй пассивной, используемой как пневмопружина

Свободно-поршневой линейный генератор — электрический генератор, построенный на базе свободно-поршневого двигателя внутреннего сгорания или свободно-поршневого двигателя Стирлинга, в котором химическая энергия сжигания топлива используется для линейного движения связанных с поршнем магнитов вдоль статора и производства электричества. За счёт того, что в такой системе отсутствует кривошипно-шатунный механизм, она получается легче, проще и, как следствие, надёжнее.
Цилиндры такого генератора могут работать как по двух-, так и по четырёхтактной схемам (однако для реализации впуска и выпуска в этом случае линейный генератор должен работать в качестве электродвигателя), используя свечи зажигания, принцип дизельного двигателя (чаще всего) или HCCI. 
Известны даже линейные генераторы на базе двигателя Стирлинга - с радиоизотопным источником тепла.

## Реализации
Первый патент на СПЛГ датируется около 1940 г., однако в последние десятилетия, особенно с развитием мощных редкоземельных магнитов и силовой электроники, в этой области работали многие различные исследовательские группы.
Разработки Немецкого аэрокосмического центра (ок. 2002) и Чешского технического университета (2004).
В 2014 году Toyota представила прототип линейного генератора, с заявленным КПД 42 % (КПД обычного двигателя внутреннего сгорания 25-30 %), мощностью 11 кВт (15 л.с.), длиной 61 см и диаметром около 21 см.
Существовал также проект использования свободнопоршневого линейного генератора в космосе - GPHS-ASRG. Он представляет собой свободнопоршневой двигатель Стирлинга, на штоке которого находится поршень генератора с постоянными магнитами. Для работы этого генератора предполагалось использовать радиоизотопный источник тепла GPHS.